# Léon Rochtus
Léon Rochtus (Mariekerke, 3 februari 1926 - Puurs, 15 januari 1997) was een Belgisch bankier, kunstliefhebber en ereconsul van Zuid-Afrika. 

## Bankier en kunstliefhebber
Rochtus maakte carrière bij de Bank van Parijs en de Nederlanden (Paribas), waar hij directeur werd van de Antwerpse afdeling, en maakte in de jaren 90 de overstap mee naar Artesia Bank. Hij lag samen met Maurits Naessens aan de basis van het kunst- en vastgoedpatrimonium dat de Paribas, vervolgens Artesia Bank, doorheen de jaren bijeenbracht. Dit moest volgens Rochtus delen van het Vlaamse culturele erfgoed valoriseren. Het werd meteen als een goede investering beschouwd.
Van 20 tot 30 april 1991 werd in het Osterriethhuis in Antwerpen een huldetentoonstelling georganiseerd, onder de titel De vrienden kunstenaars van Léon Rochtus.
De nazaten van Rochtus zetten zijn werk verder. Ze zijn actief in kunstminnende en kunstondersteunende groeperingen en galerijen, zoals Van Campen & Rochtus en Campo.

## Financier en flamingant
Als bankier was Léon Rochtus nauw betrokken bij de oprichting en de werking van een aantal organisaties in de marge van de Vlaamse Beweging. Hij werd genoemd als een van de belangrijke financiers en fondsenwervers achter verenigingen als de Orde van den Prince, de Marnixring, het Sint-Maartensfonds, Voorpost, de Vlaamse Militanten Orde, het Stracke Noodfonds, het Vlaams Blok en de Vlaamse Volksbeweging. Zijn persoonlijke vriendschap met Bert Eriksson werd hem vaak aangewreven.
Rochtus bleef gehecht aan zijn geboortestreek. In 1978 werd hij voorzitter van de VVV Klein Brabant - Scheldeland.

## Consul en lobbyist
In 1975 werd Léon Rochtus benoemd tot ereconsul van Zuid-Afrika in Antwerpen. In 1977 stond hij samen met André Vlerick, Wim Jorissen, Bob Maes, Jef Valkeniers en Karel Dillen aan de wieg van Protea, een "vriendschapsvereniging" van prominente Vlamingen en Zuid-Afrikanen die, ondanks de apartheid in Zuid-Afrika het regime ondersteunden door het verspreiden van "objectieve informatie". Deze groep groeide al snel uit tot een actieve pro-apartheidslobbygroep.
In 1981 opende Léon Rochtus het Vlaams Kultureel Centrum Dr. Missak (VKCM) in Johannesburg.
In 1992 (twee jaar na de vrijlating van Nelson Mandela) kreeg Rochtus de hoogste onderscheiding van Zuid-Afrika, de Orde van de Goeie Hoop.
In 1995 verscheen hij voor de Waarheidscommissie (Truth and Reconciliation Commission) in Zuid-Afrika, die onder leiding stond van aartsbisschop Desmond Tutu. Zijn emotioneel discours bezorgde hem de titel 'Friend of South Africa'. Hierdoor mocht hij - ook na het aan de macht komen van het ANC - zijn erefuncties behouden.

## Dood en in memoriam
Na zijn dood in 1997 kreeg Rochtus een lovend in memoriam in het Zuid-Afrikaanse overheidsmagazine Beelden.

Mr. Rochtus was an exceptional man for South Africa, since he fulfilled the role of Honorary Consul in an admirable way. He received in 1992 Die Orde van Goeie Hoop for his excellent record of service, especially for the promotion of trade relations between South Africa and Belgium.

Het in memoriam was van de hand van Anette de K. Joubert, ambassadeur in Brussel, en van Alfred Nzo, minister van Buitenlandse Zaken.

## Kritiek en nuance
Nochtans was Rochtus in de eerste plaats een "vijand" van het Afrikaans Nationaal Congres en een voorstander van vriendschapsbanden met Zuid-Afrika, ondanks het apartheidsregime. Zijn inzet ter promotie van de handel dateerde uit de tijd van het VN-embargo tegen Zuid-Afrika en moet dus ook in die context bekeken worden. Léon Rochtus en Protea zetten zich in om de internationale isolatie van het land te doorbreken of minstens te milderen. Rochtus werd in feite bedankt voor zijn inspanningen tegen de VN en het handelsembargo, dat uiteindelijk meehielp om het apartheidsregime ten val te brengen.